# Военна прокуратура на Бразилия
Военната прокуратура на Бразилия (на португалски: Ministério Público Militar (MPM), буквално: Военно обществено министерство) е един от съставните дялове на Прокуратурата на Съюза, която включва още Федералната прокуратура, Трудовата прокуратура и Прокуратурата на Федералния окръг и териториите. Заедно, Прокуратурата на Съюза и прокуратурите на отделните щати формират единната Прокуратура на Бразилия.
Основната цел, на която е подчинена дейността на Военната прокуратура на Бразилия, е съхраняването на установената йерархия и дисциплината на въоръжените сили на Бразилия, чиято основна задача е съхраняването на националния суверенитет на Бразилия.
Военната прокуратура на Бразилия е независим орган, който притежава юрисдикция върху цялата територия на страната. Неин ръководител е главният военен прокурор, който се назначава от главния прокурор на Бразилия.

## Състав
Членовете на Военна прокуратура на Бразилия, наричани най-общо военни прокурори, се поделят на три ранга в зависимост от функциите си и инстанциите, пред които пледират. Т.нар. главни военни субпрокурори (Subprocuradores-Gerais de Justiça Militar) пледират пред Висшия военен съд. Рангът на военните прокурори (Procuradores da Justiça Militar) обединява членове на Военната прокуратура, които пледират пред първоинстанционните военни съдилища в Бразилия – т.нар. военни аудитории. Най-ниско ниво в ранговата система на Военната прокуратура заемат военните промотори (Promotores da Justiça Militar), които представляват помощник военни прокурори, пледиращи в процеси от компетенцията на първоинстанционните военни съдилища.

## Структура
Структурата и организацията на Военната прокуратура е определена в Допълнителен закон No.75 от 20 май 1993 за устройството на Прокуратурата на Съюза. Според него Органи на Военната прокуратура са:
- главният военен прокурор;
- Колегията на военните прокурори.
- Висшият съвет на Военната прокуратура (Conselho Superior do Ministério Público Militar);
- Камарата за координация и ревизия на Военната прокуратура (Câmara de Coordenação e Revisão do Ministério Público Militar);
- Корежедорията на Военната прокуратура (Corregedoria do Ministério Público Militar);
- главните военни субпрокурори;
- военните прокурори;
- военните промотори.

Ръководството на Военната прокуратурата се осъществява от главен военен прокурор, който се назначава от главния прокурор на Бразилия за срок от две години измежду листа с трима кандидати, изготвена от Колегията на военните прокурори.
Колегията на военните прокурори включва всички членове на Военната прокуратура и се председателства от главния военен прокурора. Основните ѝ функции са да номинира трима членове на Военната прокуратура за кандидати за длъжността Главен военен прокурор и да се произнася по въпроси, касаещи Военната прокуратура.
Висшият съвет на Военната прокуратура включва главния военен прокурор, вице главния военен прокурор и всички главни военни субпрокурори. Висшият съвет е орган, който изпълнява широки регулаторни, контролни и нормативни функции, касаещи критериите за назначение и кариерно развитие на членовете на Военната прокуратура, както и такива, касаещи дейността на различните административни звена на прокуратурата. Висшият съвет налага или одобрява дисциплинарни наказания на членове на прокуратурата; изисква или одобрява временно или постоянно отстраняване от длъжност на членове на прокуратурата и назначава дисциплинарни комисии, разследващи членове на прокуратурата; изготвя списък с трима главни военни субпрокурои – кандидати за длъжността Главен корежедор на Военната прокуратура; попълва състава на различните технически и административни звена на прокуратурата и др.
Камарата за координация и ревизия на Военната прокуратура е орган, който осигурява координация, единство и проверка на функциите на прокуратурата. Камарата за координация и ревизия се състои от трима членове на прокуратурата, като един от членовете се назначава от главния военен прокурор, а двама се избират от Висшия съвет на Военната прокуратура. Мандатът на членовете на камарата е двугодишен. Главният военен прокурор определя един от членовете на камарата за изпълняващ длъжността Координатор, а Висшият съвет изготвя правилник за дейността на камарата. Камарата осигурява интегритета на дейността на органите на прокуратурата, които попадат в обсега на нейните компетенции, съблюдавайки принципа за функционална независимост. Камарата поддържа сътрудничество с други държавни органи или институции, които извършват дейност в сферите от нейната компетенция. Камарата за координация и ревизия подсигурява останалите органи на прокуратурата с правно-техническа информация. Камарата одобрява съхраняването и архивирането на цялата или на части от информацията, събрана в хода на различните разследвания, или определя други органи на прокуратурата, които да извършват тази дейност, и се произнася относно архивирането на информацията, събрана от военната полиция, с изключения на случаите от компетенцията на главния прокурор. Камарата се произнася и по случаите на спорове за компетенция между различните органи на прокуратурата.
Корежедорията на Военната прокуратура е орган, който контролира дейността и поведението на членовете на прокуратурата. Представлява вътрешен отдел, който се ръководи от главен корежедор, чийто мандат е двугодишен и може да бъде подновен веднъж. Главният корежедор се назначава от главния военен прокурор измежду кандидатите, предложени от Висшия съвет. Главният корежедор има право да участва без право на глас в заседанията на Висшия съвет. Той извършва ex oficio, по искане на главния прокурор или по искане на Висшия съвет разследвания или налагане на корективни мерки, резултатите от които се представят в съответни доклади. Главният корежедор започва разследвания срещу членове на прокуратурата и предлага на Висшия съвет откриване на последваща административна процедура срещу тях. Главният корежедор има право да извършва атестации на членовете на прокуратурата и да предлага на Висшия съвет отстраняването на онези от тях, които не са преминали успешно атестациите си.